# WxPython
wxPython è una libreria grafica open source per il linguaggio Python, adatta alla creazione di GUI (interfacce grafiche) per sistemi Windows, Linux o Macintosh.
WxPython deriva dal toolkit wxWidgets (un tempo chiamato wxWindows) il cui sviluppo iniziò nel 1996. L'ultima release stabile è la 2.8.12.1 mentre l'ultima in fase di sviluppo è la 2.9.5.0
wxPython, oltre ad essere completamente object oriented risulta anche estremamente semplice da usare, tanto che lo stesso Guido van Rossum (il creatore di Python) affermò che si trattava del miglior toolkit grafico esistente per Python. Nonostante questo, la distribuzione ufficiale di Python include al suo interno la libreria grafica Tkinter invece di quella derivata dal progetto wxWidgets.